# Протопласт

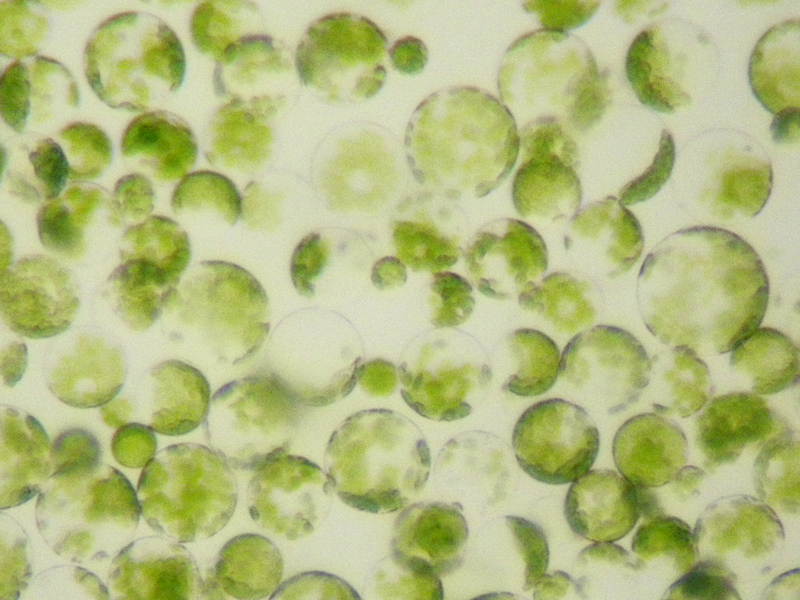
Протопласты клеток листа петунии, полученные обработкой клеток целлюлазами и пектиназами

Протопласт (от др.-греч. πρῶτος — «первый» + πλαστός — образованный, вылепленный и др.) — содержимое растительной или бактериальной клетки, за исключением внешней клеточной оболочки (клеточной стенки), однако вместе с клеточной (плазматической) мембраной.
Протопласт включает
- цитоплазму,
- ядро,
- все органеллы
- клеточную мембрану

То есть протоплазму и мембрану.
Выделение протопластов широко используется в исследованиях клеток и генной инженерии. Жизнеспособные протопласты получают, в частности, в результате обработки клеток специальными ферментами, разрушающими клеточную оболочку.
Это позволяет путём химических и механических методов выделять и исследовать структурные компоненты и даже отдельные молекулы, вносить изменения в генетическую структуру и так далее. Протопласты могут регенерировать клеточную оболочку, что используется, в частности, для получения полноценных генетически измененных клеток.
После слияния (соматической гибридизации) протопласты образуют целые живые организмы — регенеранты. Таким путём могут быть получены соматические гибриды растений.